# Kay Bojesen
Kay Bojesen (Copenaghen, 15 agosto 1886 – Copenaghen, 28 agosto 1958) è stato un designer danese.

## Formazione
Bojesen è stato allievo di Georg Jensen prima di diventare studente alla Scuola Tecnica per i Metalli Preziosi di Schwäbisch-Gmünd.

## Attività
Nel 1913 il designer apre un proprio laboratorio a Copenaghen, abbandonando lo stile decorativo del maestro per realizzare prodotti maggiormente adatti alla produzione in serie.
Tra il 1930 e il 1931 ha progettato per Bang & Olufsen..
Dal 1941 è diventato argentiere della famiglia reale della Danimarca.

## Contributo e opere
La sua attività ha contribuito alla fondazione del Den Permanente a Copenaghen, un centro di promozione del migliore design danese.
Tra le sue opere bisogna menzionare il servizio di posate ‘'Grand Prix'’, del 1938, e gli oggetti per la casa, progettati in argento ma prodotti in acciaio dalla ‘'Motala Verkstad'’ e l'‘'Universal Steel Company'’.
La sua produzione di oggetti in legno, soprattutto giocattoli, ha ottenuto numerosi riconoscimenti.

## Premi ed Esposizioni
Bojensen ha vinto il Grand Prix alla IX Triennale di Milano nel 1951.
Nel 1954 ha vinto una medaglia d'oro alla X Triennale di Milano con il progetto di insalatiere in teak.
Il Danske Kunstindustrimuseum di Copenaghen nel 1938 e la VII Triennale di Milano nel 1940 hanno allestito una personale sul designer danese.